# Chirens
Chirens település Franciaországban, Isère megyében. Lakosainak száma 2510 fő (2022. január 1.). Chirens Voiron, Saint-Nicolas-de-Macherin, Apprieu, Bilieu, Charavines, Massieu, La Murette és Saint-Blaise-du-Buis községekkel határos.

## Népesség
A település népességének változása:
| Lakosok száma | 764  | 1463 | 1806 | 1946 | 2362 | 2342 | 2337 | 2369 | 2428 | 2510 |
|               | 1968 | 1982 | 1990 | 2006 | 2013 | 2015 | 2017 | 2019 | 2020 | 2022 |